# Wenzel (Familienname)
Wenzel ist ein Familienname.

## Namensträger

### A
- Albert Wenzel (1901–1971), deutscher Politiker (SPD), MdBB
- Alfred Wenzel (1910–1976), deutscher Verwaltungsjurist
- Andreas Wenzel (Abt) (eigentlich Joseph Wenzel; 1759–1831), österreichischer Benediktiner
- Andreas Wenzel (* 1958), liechtensteinischer Skirennfahrer
- Anne Wenzel (* 1972), deutsch-niederländische Künstlerin
- August Wenzel (Fußballfunktionär) (1912–2000), deutscher Fußballfunktionär
- August Wenzel (Bischof) (August E. Wenzel; 1936–2008), US-amerikanischer Geistlicher, Bischof der Evangelical Lutheran Church in America

### B
- Benedetta Wenzel (* 1997), deutsche Hockeyspielerin
- Brian Wenzel (* 1991), deutscher Basketballspieler
- Brigitte Wenzel-Perillo (* 1949), deutsche Politikerin (CDU)
- Bruno Wenzel (1879–1948), deutscher Politiker (NSDAP)

### C
- Carl Wenzel (1769–1827), deutscher Mediziner, siehe Karl Wenzel (Mediziner)
- Carl Wenzel (Mediziner, 1820) (Carl August Maria Katharina Wenzel; 1820–1894), deutscher Mediziner
- Carl Wenzel (Admiral) (1831–1903), deutscher Marinegeneralarzt
- Carl Friedrich Wenzel (auch Karl Friedrich Wenzel; 1740–1793), deutscher Chemiker
- Catherina Wenzel (* 1963), deutsche Religionswissenschaftlerin
- Christel Wenzel (1951–2015), deutsche Malerin
- Christian Wenzel (* 1977), deutscher Politiker und Neonazi
- Christine Wenzel (* 1981), deutsche Sportschützin
- Christoph Wenzel (* 1979), deutscher Schriftsteller und Herausgeber
- Claudia Wenzel (* 1959), deutsche Schauspielerin
- Claudia Wenzel (Fußballspielerin) (* 1970), deutsche Fußballspielerin
- Clemens Wenzel (* 1988), deutscher Ruderer

### D
- Dorothee Janetzke-Wenzel (* 1953), deutsche Diplomatin
- Dylan Wenzel-Halls (* 1997), australischer Fußballspieler

### E
- Eberhard Wenzel (1896–1982), deutscher Kirchenmusiker und Komponist
- Edgar Wenzel (1919–1980), deutscher Schauspieler
- Eike Wenzel (* 1966), deutscher Trendforscher und Publizist
- Ernst Wenzel (Mediziner, 1840) (Ernst Friedrich Wenzel; 1840–1896), deutscher Anatom und Chirurg
- Ernst Wenzel (Mediziner, 1891) (1891–1945), deutscher Generalarzt und SS-Brigadeführer
- Ernst Ferdinand Wenzel (1808–1880), deutscher Klavierpädagoge
- Eva Wenzel-Bürger (1932–2025), deutsche Illustratorin

### F
- Federico Wenzel (auch Fritz Wenzel; 1924–2011), deutscher Protozoologe
- Friedrich Wenzel (Buchhändler) (1912–??), deutscher Buchhändler und Anthroposoph
- Friedrich Wenzel (Slawist) (* 1936/1937), deutscher Slawist und Hochschullehrer
- Fritz Wenzel (Jurist), deutscher Jurist
- Fritz Wenzel (Politiker) (1910–nach 1964), deutscher Theologe und Politiker (SPD)
- Fritz Wenzel (Ingenieur) (1930–2020), deutscher Bauingenieur

### G
- Gabriele Wenzel (* 1958), deutsche Ägyptologin
- Georg Wenzel (Pfarrer) (Georgius Wentzel; 1589/1591–1650), deutscher Pastor
- Georg Wenzel (Literaturwissenschaftler) (1928–2019), deutscher Literaturwissenschaftler und Hochschullehrer
- Georg Wenzel (Heimatforscher) (1928–2023), deutscher Banker und Heimatforscher
- Georg Wenzel (Wirtschaftswissenschaftler) (* 1936), deutscher Wirtschaftswissenschaftler
- Gerald Wenzel (* 1950), österreichischer Betriebswirt und Bankmanager
- Gerhard Wenzel (1905–nach 1953), deutscher Psychiater
- Gina Wenzel (* 1986), deutsche Filmregisseurin
- Götz Thomas Wenzel (* 1957), deutscher Autor und Künstler

### H
- Hanni Wenzel (* 1956),  liechtensteinische Skirennfahrerin
- Hans Wenzel (Heimatforscher) (* 1932), deutscher Sprach- und Heimatforscher
- Hans-Eckardt Wenzel (* 1955), deutscher Lyriker, Sänger und Regisseur
- Hans-Georg Wenzel (1945–1999), deutscher Geowissenschaftler
- Hans-Joachim Wenzel (1938–2020), deutscher Sozialgeograph
- Hans Jürgen Wenzel (1939–2009), deutscher Komponist und Dirigent
- Harald Wenzel (* 1955), deutscher Soziologe
- Hartmut Wenzel (1947–2020), deutscher Ruderer
- Heidemarie Wenzel (* 1945), deutsche Schauspielerin
- Heiko Frank Wenzel (* 1970), deutscher Theologe und Hochschullehrer
- Heinrich Wenzel (1855–1893), deutscher Orientalist
- Heinz-Dieter Wenzel (* 1946), deutscher Wirtschaftswissenschaftler
- Heribert Wenzel (1929–2017), deutscher Politiker, MdL Hessen
- Hermann Wenzel (Komponist) (1863–1944), deutscher Komponist
- Hermann Wenzel (Wirtschaftsführer) (1882–1954), deutscher Wirtschaftsführer
- Hermann Wenzel (Geograph) (1900–nach 1944), deutscher Geograph und Hochschullehrer
- Hermann Wenzel (Mediziner) (1909–??), deutscher Mediziner
- Hermann Wenzel (Pädagoge) (* 1938), deutscher Erziehungswissenschaftler und Hochschullehrer
- Hermann Wenzel (Handballspieler), uruguayischer Handballspieler
- Horst Wenzel (Politiker) (* 1921), deutscher Politiker (SED)
- Horst Wenzel (Mathematiker) (1922–2013), deutscher Mathematiker
- Horst Wenzel (Pädagoge) (1927–2009), deutscher Pädagoge und Autor
- Horst Wenzel (Germanist) (1941–2024), deutscher Germanist
- Horst Wenzel (Fußballspieler) (* 1944), deutscher Fußballspieler
- Hugo Wenzel (1891–1940), deutscher Politiker (KPD), MdL Mecklenburg-Schwerin

### J
- Joachim Wenzel (Journalist) (1927–1958), deutscher Journalist
- Joachim Wenzel (Richter) (1940–2009), deutscher Richter
- Joachim E. Wenzel (Joachim Erich Wenzel; * 1918), deutscher Archivar und Autor
- Johann Wenzel (Widerstandskämpfer) (1902–1969), deutscher Funker und Spion
- Johann Wenzel (Ingenieur) (Pseudonym Jobst; 1918–2009), deutscher Ingenieur, Technikhistoriker und Uhrensammler
- Johannes Wenzel (1843–1911), deutscher Geistlicher und Politiker (Zentrum), MdR
- Johannes Wenzel (Germanist) (1930–2023), deutscher Germanist
- Josef Wenzel (1924–2015), deutscher Maler
- Joseph Wenzel, eigentlicher Name von Andreas Wenzel (Abt) (1759–1831), österreichischer Benediktiner
- Joseph Wenzel (Mediziner) (1768–1808), deutscher Mediziner und Hochschullehrer
- Joseph W. Wenzel (* 1933), US-amerikanischer Rhetoriker
- Julia Wenzel (Politikerin) (* 1990), deutsche Politikerin (Bündnis 90/Die Grünen)
- Julia Wenzel (* 1998), deutsche Volleyball- und Beachvolleyballspielerin
- Jürgen Wenzel (1950–2023), deutscher Maler

### K
- Kai Wenzel (* 1978), deutscher Kunsthistoriker, Kurator und Autor
- Karl Wenzel (Mediziner) (1769–1827), deutscher Mediziner
- Karl Wenzel (Maler, 1869) (1869–1949), deutscher Maler
- Karl Wenzel (Maler, 1887) (1887–1947), deutscher Maler
- Karl Wenzel (Fußballspieler) (1914–1985), deutscher Fußballspieler
- Karl Egbert Wenzel (1930–1998), deutscher Rechtsanwalt und Hochschullehrer
- Karl Friedrich Wenzel (1740–1793), deutscher Chemiker, siehe Carl Friedrich Wenzel
- Karlheinz Wenzel (* 1932), deutscher Maler und Grafiker
- Käthe Wenzel (* 1972), deutsche Künstlerin
- Katrin Wenzel (* 1963), deutsche Hörspielredakteurin
- Keirut Wenzel (* 1972), deutscher Schauspieler und Komiker
- Kirsten Wenzel (* 1961), deutsche Ruderin
- Klaus Wenzel (* 1949), deutscher Lehrer und Verbandsfunktionär
- Klaus-Peter Wenzel (1936–2015), deutscher Chirurg, Hygieniker und Medizinhistoriker
- Knut Wenzel (* 1962), deutscher Theologe
- Kurtis Wenzel (* 1991), kanadischer Biathlet und Skilangläufer

### L
- Lajos Wenzel (* 1979), deutscher Schauspieler
- Lothar Wenzel (1924–1983), deutscher Diplomat
- Louise Wenzel, Geburtsname von Louise Ranco (1868–1902), deutsche Sängerin (Sopran)

### M
- Marek Wenzel (* 1977), deutscher Volleyballspieler
- Margarete Wenzel (* 1964), österreichische Geschichtenerzählerin und Schriftstellerin
- Margret Wenzel-Jelinek (1932–2021), österreichische Fotografin und Malerin
- Markus Wenzel (* 1988), deutscher Performancekünstler, siehe Markus&Markus
- Markus Wenzel (Footballspieler), österreichischer Footballspieler
- Martin Wenzel, eigentlicher Name von Presto (Rapper) (1992–2024), deutscher Rapper
- Mats Wenzel (* 2002), luxemburgischer Radrennfahrer
- Matthias Wenzel (* 1962), deutscher Publizist
- Max Wenzel (Mundartdichter) (1879–1946), deutscher Lehrer und Mundartdichter
- Max Wenzel (Rechtswissenschaftler) (1882–1967), deutscher Rechtswissenschaftler und Hochschullehrer
- Melanie Wenzel (* 1969), deutsche Heilpraktikerin
- Mirjam Wenzel (* 1972), deutsche Literaturwissenschaftlerin

### N
- Nele Wenzel (* 2001), deutsche Handballspielerin

### O
- Olivia Wenzel (* 1985), deutsche Schriftstellerin, Dramaturgin, Musikerin und Performerin
- Otto Wenzel (Jurist) († 1869), Jurist und Richter
- Otto Wenzel (Journalist) (1840–1929), deutscher Journalist und Genossenschafter
- Otto Wenzel (Bildhauer) (1873–1946), deutscher Bildhauer
- Otto Wenzel (Historiker) (* 1929), deutscher Historiker

### P
- Paul Wenzel (Kunsthandwerker) (1901–1998), deutscher Friseur und Kunsthandwerker
- Paul Wenzel (Leichtathlet) (* 1920), deutscher Leichtathlet
- Paul Wenzel (Illustrator) (1935–2022), US-amerikanischer Illustrator
- Peter Wenzel (Fußballspieler) (* 1939), deutscher Fußballspieler
- Peter Wenzel (Gewichtheber) (* 1952), deutscher Gewichtheber
- Peter Wenzel (Politiker) (* 1963), deutscher Politiker (CDU)
- Petra Wenzel (Fechterin), deutsche Fechterin
- Petra Wenzel (Autorin) (* 1959), deutsche Sachbuchautorin und Ärztin
- Petra Wenzel (Turnerin) (* 1960/1961), deutsche Trampolinturnerin
- Petra Wenzel (Skirennläuferin) (* 1961), liechtensteinische Skirennläuferin

### R
- Ralph Wenzel (1943–2012), US-amerikanischer American-Football-Spieler
- Ramona Wenzel (* 1963), deutsche Wasserspringerin
- Renate Egger-Wenzel, früherer Name von Renate Reif (* 1961), österreichische Theologin und Hochschullehrerin
- René Wenzel (Radsportler) (* 1960), dänischer Radsportler und Radsporttrainer
- René Wenzel (Fußballspieler) (* 1971), deutscher Fußballspieler
- Richard Wenzel (Maler) (1889–1934), deutscher Maler
- Richard Wenzel (Widerstandskämpfer) (1904–1980), deutscher Widerstandskämpfer und Politiker (KPD/SED)
- Richard Nikolaus Wenzel (* 1959), deutscher Komponist
- Richard P. Wenzel (* 1940), US-amerikanischer Mediziner
- Rolf Wenzel (1934–2018), deutscher Offizier
- Rüdiger Wenzel (* 1953), deutscher Fußballspieler
- Rudolf Wenzel (1904–1992), deutscher Politiker (NSDAP)
- Rune Wenzel (1901–1977), schwedischer Fußballspieler

### S
- Siegfried Wenzel (1929–2015), deutscher Wirtschaftsfunktionär
- Sigrid Wenzel (Bildhauerin) (* 1934), deutsche Bildhauerin
- Sigrid Wenzel (Informatikerin) (* 1959), deutsche Ingenieurwissenschaftlerin
- Silke Wenzel (1977–2019), deutsche Chemikerin
- Simon Wenzel (Eishockeyspieler) (* 1989), deutscher Eishockeyspieler
- Simon Wenzel (Hockeyspieler) (* 1996), deutscher Hockeyspieler
- Stefan Wenzel (* 1962), deutscher Politiker (Bündnis 90/Die Grünen)
- Stefi Jersch-Wenzel (1937–2013), deutsche Historikerin
- Susanne Wenzel (* 1963), deutsche Tischtennisspielerin

### T
- Tanja Wenzel (* 1978), deutsche Schauspielerin
- Thomas Wenzel, deutscher Musiker
- Timo Wenzel (* 1977), deutscher Fußballspieler
- Tino Wenzel (* 1973), deutscher Sportschütze

### U
- Ute Wenzel (* 1942), deutsche Rollkunstläuferin
- Uwe Justus Wenzel (* 1959), deutscher Journalist und Publizist

### V
- Volkmar Wenzel (* 1955), deutscher Diplomat

### W
- Walter Wenzel (1929–2025), deutscher Slawist und Namenforscher
- Werner Wenzel (Metallurg) (1911–nach 1976), deutscher Metallurg
- Werner Wenzel (Schauspieler) (1913–1978), deutscher Schauspieler
- Werner Wenzel (Unternehmer) (1937–2006), deutscher Messwerkzeugunternehmer
- Wilhelm Wenzel (1841–1914), deutscher Dichter
- Willi Wenzel (1930–1999), deutscher Fußballspieler
- Wolfgang Wenzel (1929–2021), deutscher Astronom